# Abbaye Saint-André de Cleveland
L' abbaye Saint-André (Saint Andrew Abbey) est une abbaye bénédictine masculine qui se trouve à Cleveland (Ohio) aux États-Unis. Elle est vouée à saint André Svorad (980-1034), moine bénédictin du monastère de Zobor dans l'actuelle Slovaquie. L'abbaye appartient à la congrégation américano-cassinaise de la confédération bénédictine et suit la règle de saint Benoît.

## Histoire
Un congrès de la fédération catholique slovaque se tient à Youngstown à l'automne 1921 dont il ressort l'idée de fonder une communauté bénédictine pour les immigrés slovaques, avec une école secondaire pour l'éducation de jeunes garçons d'origine slovaque. Il existait depuis 1904 une école secondaire slovaque tenue par les bénédictins de l'abbaye Saint-Procope de Lisle (Illinois). Jan Vaniscak y avait fait ses études. Il entre chez les bénédictins sous le nom de religion de Grégoire et est ordonné en 1914. Il est présent à ce congrès et écrit à son supérieur, le P. abbé Valentin Kohlbeck, pour favoriser ce projet, soulignant qu'il y avait une douzaine de bénédictins d'origine slovaque dans les différentes abbayes américaines. L'évêque de Cleveland, dont le frère est bénédictin à l'abbaye Saint-Vincent de Latrobe, soutient immédiatement cette idée. Le curé de la paroisse Saint-André de Cleveland offre de laisser sa maison et dans les mois qui suivent le mois de janvier 1922 trois jeunes moines américano-slovaques commencent leur fondation, rejoints en 1928 par le P. Grégoire Vaniscak qui, ayant réuni des fonds dès le début de l'aventure, dirige la communauté en tant que prieur. la communauté comprend alors huit moines, une école est construite et la maison agrandie.
Les moines sont 35 profès en 1934 et le prieuré devient abbaye, avec le P. Vaniscak à sa tête. Une nouvelle High School est construite en 1940. Son successeur le P. Théodore Kojis, osb, voit la communauté croître encore de façon significative à partir de 1946. Une nouvelle abbaye est construite de 1950 à 1952. Le nombre de moines s'élève à soixante dix-huit profès (sans compter les novices et les oblats) en 1960 !
Les années 1966-1981, sous le troisième abbé, sont celles des nouvelles orientations post-conciliaires, apportant difficultés, mais aussi nouveaux défis spirituels. Malgré les pressions pour déménager dans un autre lieu, les moines décident de rester en 1979, prenant en compte que leur abbaye est l'une des deux seules grandes abbayes aux États-Unis à se trouver dans un grand centre urbain, et avec un nombre croissant d'élèves. Une importante campagne de levée de fonds permet à l'abbaye de se moderniser, ainsi que l'école, dans les années 1980 et de considérer ainsi le futur avec optimisme.
Aujourd'hui l'école secondaire et le collège (Preparatory College School) scolarisent 350 garçons, avec onze moines dans le corps professoral ou le personnel de service.
L'abbaye Saint-André comprend aujourd'hui une trentaine de moines et de nouvelles vocations.

## L'Institut slovaque
Le P. Kojis, osb, crée en 1952 l'Institut slovaque dans les locaux de l'abbaye, afin de porter assistance aux Slovaques de Slovaquie sous la férule du régime de la république démocratique populaire de Tchécoslovaquie. Une bibliothèque, des conférences et séminaires sont organisés. L'institut est dirigé pendant cinquante ans par le P. Pier, osb, et sera pendant toutes ces années un centre socio-culturel de premier plan pour la communauté slovaque de tous les États-Unis.
Aujourd'hui l'institut tisse des liens culturels d'amitié entre son pays d'origine et les Slovaques d'Amérique. Il a ouvert un musée en plus de la bibliothèque.